# Сен-Совёр-д’Они
Сен-Совёр-д’Они́ (фр. Saint-Sauveur-d’Aunis) — коммуна во Франции, находится в регионе Пуату — Шаранта. Департамент коммуны — Шаранта Приморская. Входит в состав кантона Курсон. Округ коммуны — Ла-Рошель.
Код INSEE коммуны — 17396.

## Население
Население коммуны на 2010 год составляло 1591 человек.
| 1962 | 1968 | 1975 | 1982 | 1990 | 1999 | 2010 |
| ---- | ---- | ---- | ---- | ---- | ---- | ---- |
| 745  | 731  | 731  | 922  | 899  | 1068 | 1591 |